# Rapcze
Rapcze – kolonia w Polsce położona w województwie lubelskim, w powiecie bialskim, w gminie Kodeń.
W latach 1975–1998 miejscowość należała administracyjnie do województwa bialskopodlaskiego.